# Khaitan SC
Der Khaitan Sporting Club (arabisch نادي خيطان الرياضي, DMG Nādī Ḫaiṭān ar-riyāḍī) ist ein kuwaitischer Fußballklub mit Sitz in Khaitan. Es war der erste Klub, welcher die 2. Liga seines Landes, die Kuwaiti Division One, als Meister gewinnen konnte.

## Geschichte
Da der Klub erst am 13. Juni 1965 gegründet wurde, die erste Liga aber schon seit der Saison 1961 lief, wurde die Mannschaft in die zweite Liga des Landes eingeteilt. Zur Saison 1966/67 ging es dann zum ersten Mal in der Premier League los. Mit nur 4 Punkten aus 10 Spielen ging es danach aber als Tabellenletzter gleich wieder nach unten, wo die Mannschaft für den Rest des Jahrzehnts auch bleiben sollte. In der Saison 1970/71 konnte dann wieder der Meistertitel in der Division One gewonnen werden. Die spätere Saison in der ersten Liga überstand man diesmal ohne nachfolgenden Abstieg auf dem vorletzten Platz, jedoch nur mit 5 Punkten aus 12 Spielen. In der nächsten Saison ging es dann mit nur 2 Punkten und einem Torverhältnis von 11:44 auf dem 7. und letztem Platz aber wieder in die zweite Liga zurück. In der Saison 1973/74 konnte dann wieder der Meistertitel gefeiert werden, jedoch stieg man dieses Mal nicht auf. Dies sollte sich auch bis zum Ende dieses Jahrzehntes nicht ändern.
Nach der Saison 1978/79 wurden dann alle Mannschaften aus der Division One in die vergrößerte Premier League eingegliedert. Diese erste Saison konnte dann auf dem 11. Platz beendet werden. Nach der Saison 1984/85 wurde dann wieder eine zweite Liga eingeführt. Durch den 13. Platz landete man somit zur nächsten Saison eine Liga tiefer. Einen weiteren Aufstieg gab es dann nicht mehr. In der Saison 1991/92 wurden alle 14 Vereine des Landes auf zwei Gruppen in der Premier League verteilt, Khaitan ging dabei in die Gruppe A und belegte dort am Ende der Saison den 5. Platz. Darum ging es in der nächsten Saison dann in der zweiten Liga wieder weiter. In der Saison 1993/94 wurde der Klub zum bisher letzten Mal Meister. Da die Ligen aber in der Saison 1994/95 sowieso erneut zusammengelegt wurden, war der Aufstieg davor schon eine sichere Sache. In dieser Saison landete Khaitan mit 31 Punkten am Ende auf dem 8. Tabellenplatz. Die nächste Saison sollte dann die bisher erfolgreichste werden. Mit dem 3. Platz sicherte sich die Mannschaft einen Platz in der Play-off-Runde um den Meistertitel in der Premier League, zusätzlich kam durch den Tabellenplatz noch ein Bonuspunkt hinzu. In der Play-off-Gruppe belegte der Klub dann nach 10 Spielen allerdings nur den 5. Platz. Die Saison 1996/97 ging dann wieder ohne Play-off-Runde zu Ende. Die Mannschaft erreichte in dieser Saison nur den 9. Platz. Die sollte sich auch so bis zur Saison 1998/99 weiter ausprägen. Hier landete man am Ende nur auf dem 13. Platz, in der darauffolgenden Play-off-Gruppe um die Meisterschaft sogar mit nur 2 Punkten aus 8 Spielen auf dem hintersten Platz. In der nächsten Saison stieg dann wieder die untere Hälfte der ersten Liga ab. Khaitan gehörte mit dem 12. Platz ebenfalls dazu.
In den nächsten Jahren war kein Aufstieg mehr möglich und der Klub rangierte auf den hinteren Plätzen der zweiten Liga. Erst zur Saison 2003/04 wurden die Ligen wieder zusammengelegt. In dieser Saison holte der Klub einen Punktedurchschnitt von genau einem Punkt pro Spiel und schloss die Liga auf dem 9. Platz ab. Nach der Saison 2005/06 stieg der Klub dann bedingt durch den 12. Platz wieder ab. Bedingt durch den 2. Platz in der Saison 2010/11 konnte Khaitan ein Entscheidungsspiel um den Aufstieg austragen. Dieses Spiel wurde jedoch mit 2:1 gegen al-Salmiya verloren. Zur Saison 2013/14 ging es für die Mannschaft, durch die Zusammenlegung der Ligen, dann schließlich wieder nach oben. In dieser Saison stand der Klub am Ende auf dem 9. Platz der Tabelle. Nach der Saison 2016/17 ging es dann durch die Teilung der Ligen über den 12. Platz wieder nach unten. Dort spielt die Mannschaft derzeit auch noch.

## Bekannte Spieler
- Nawaf al-Khaldi
- Waleed Ali

## Erfolge
- Kuwaiti Division One: Meister (4)
  - 1965/66, 1970/71, 1973/74, 1993/94
- Kuwait Crown Prince Cup: Zweiter (1)
  - 2011
- Kuwait Federation Cup: Erster (1)
  - 1974/75